# امرودی (گیاه)
امرودی (نام علمی: Pyrola rotundifolia) نام یک گونه از سرده برگ‌امرودی است.